# Fronteninitiative
Als Fronteninitiative wurde die Eidgenössische Volksinitiative für eine Totalrevision der Bundesverfassung im zeitgenössischen Politjargon bezeichnet. Die Initiative scheiterte am 8. September 1935 mit 72,3 % Nein in der Volksabstimmung.

## Abstimmungsresultat
Die Stimmbeteiligung war mit 60,9 % im Vergleich mit anderen Volksabstimmungen in den 1930er Jahren eher mittelmässig. Bei insgesamt 17 Abstimmungen im Zeitraum zwischen 1931 und 1940 lag die Beteiligung zehn Mal über diesem Wert. Die Stimmberechtigten verwarfen die Initiative mit 72,3 % Nein-Stimmen gegenüber 27,7 % Ja-Stimmen. Da die Initiative in der Form einer allgemeinen Anregung formuliert war, reichte das einfache Volksmehr gemäss Art. 121 der damals gültigen Bundesverfassung zur Annahme. Am stärksten war die Ablehnung in den Kantonen Bern, Basel, Zürich und Appenzell Ausserrhoden. Angenommen wurde sie in den Kantonen Wallis, Freiburg, Appenzell Innerrhoden und Obwalden.

## Inhalt
Die Initiative verlangte gemäss der damals gültigen Bundesverfassung Art. 120 und 96 eine Totalrevision der Schweizerischen Bundesverfassung. Die Möglichkeit, mittels Volksinitiative eine Totalrevision der Bundesverfassung zu verlangen, bestand schon seit 1848. Eigentliches Ziel war allerdings weniger die Revision, als die damit verbundene Neuwahl der Bundesversammlung, von der die Initianten einen Erdrutsch nach Rechts erhofften.
Die Initiative wurde am 18. März 1934 in Olten an einer «Tagsatzung» der Nationalen Front lanciert. Die Initianten stammten aus der Ständestaatsbewegung und erwarteten, dass die neu auszuarbeitende Verfassung die schweizerische Staatsordnung im Sinne einer autoritären Demokratie oder eines Ständestaates nach österreichischem oder italienischem Vorbild verwandeln würde. Sie wurde durch die Machtergreifung Hitlers in Deutschland angeregt, nach welchem die schweizerischen Faschisten im sogenannten Frontenfrühling ebenfalls den Moment für eine Machtübernahme in der Schweiz gekommen sahen. Die Initiative genoss Sympathien weit über die Fronten hinaus im jungliberalen, liberalkonservativen und konservativ-katholischen Lager und unter autoritär gesinnten Angehörigen der militärischen und akademischen Elite der Schweiz. Die katholisch-konservative Jugendorganisation, die Jungkonservativen, gehörten sogar zu den Mitinitianten.

### Heterogene Trägerschaft
Die breite Abstützung des Initiativkomitees «Nationale Tatgemeinschaft für das Volksbegehren auf Totalrevision der Schweizerischen Bundesverfassung» behinderte die Konsensfindung stark. In der Tatgemeinschaft waren die Nationale Front, die Neue Schweiz, Das Aufgebot und die Jungkonservativen vereint. So konnten sich die Initianten nicht auf einen Verfassungsentwurf einigen, der dem Stimmvolk hätte vorgelegt werden können. Stattdessen hatte die Initiative die Form einer allgemeinen Anregung. Uneinigkeit bestand beispielsweise zwischen den Fronten, die einen zentralistischen Führerstaat anstrebten und den katholischen Ständestaatsanhängern, die den Föderalismus eher noch stärken wollten. Auch die erhoffte Sammlung aller Systemgegner rechts der Mitte gelang nur zum Teil. Die Jungliberalen verweigerten den Beitritt, obwohl sie bereits seit längerer Zeit eine Totalrevision gefordert hatten. Die Mitglieder der Tatgemeinschaft sammelten die Unterschriften für sich, reichten sie aber gemeinsam ein.
Die Tatgemeinschaft reichte 77'578 Unterschriften ein. Von den grossen Parteien liess sich nur die Katholisch-Konservative Partei für eine Unterstützung der Initiative gewinnen, allerdings nur gegen starken Widerstand.
Der vom Bundesrat anberaumte Abstimmungstermin vom 8. September 1935 war für die Initianten eine Enttäuschung, da der erhoffte Moment damit verpasst wurde und nur sieben Wochen später die ordentlichen Nationalratswahlen anstanden und somit das zentrale Begehren der personellen Erneuerung des Parlaments hinfällig wurde. Auch der erhoffte propagandistische Effekt trat nicht ein. Die Nationale Front verlor beispielsweise in den Nationalratswahlen sogar Wähler.